# Naraoia compacta
Genre
Espèce
Naraoia compacta est une espèce éteinte de trilobites des schistes de Burgess ayant vécu au Cambrien moyen, il y a environ 505 Ma (millions d'années).

## Description

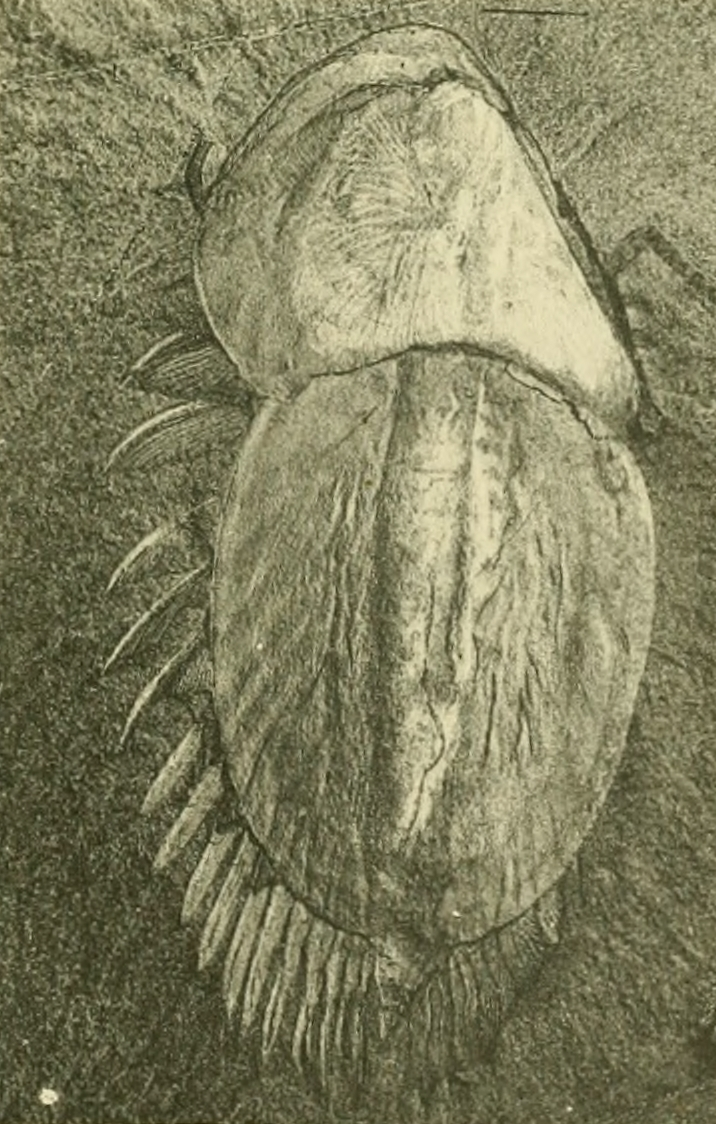
Illustration originale retouchée de Naraoia compacta par Walcott en 1912.

Il mesurait environ 4 cm et ne possédait que deux boucliers dorsaux ovoïdes (bouclier céphalique et bouclier allongé protégeant le reste du corps) plutôt que les trois habituellement portés par les autres trilobites. Quand Walcott dégagea ce fossile pour la première fois des roches schisteuses de Burgess, il ignorait que le corps mou de l’animal était protégé par une carapace et que les deux furent fossilisés. Pour cette raison, Walcott assigna Naraoia aux crustacés. Plus tard, les paléontologues se rendirent compte que les circonstances spéciales de fossilisation du schiste de Burgess permettaient une analyse plus approfondie des spécimens. Ainsi, le professeur Harry Whittington examina les pièces molles intérieures et trouva les caractéristiques de distinction des trilobites.